# Certhilauda benguelensis
La alondra de Benguela (Certhilauda benguelensis) es una especie de ave paseriforme de la familia Alaudidae endémica del suroeste de África. Su hábitat natural son los herbazales tropicales secos.

## Taxonomía
La alondra de Benguela fue descrita científicamente como un miembro del género Alaemon, y posteriormente fue trasladada al género Certhilauda.
Se reconocen dos subespecies:
- C. b. benguelensis - (Sharpe, 1904): se encuentra en la costa del suroeste de Angola y el noroeste de Namibia;
- C. b. kaokoensis - Bradfield, 1944: ocupa los montes Brandberg.